# Steigenhof

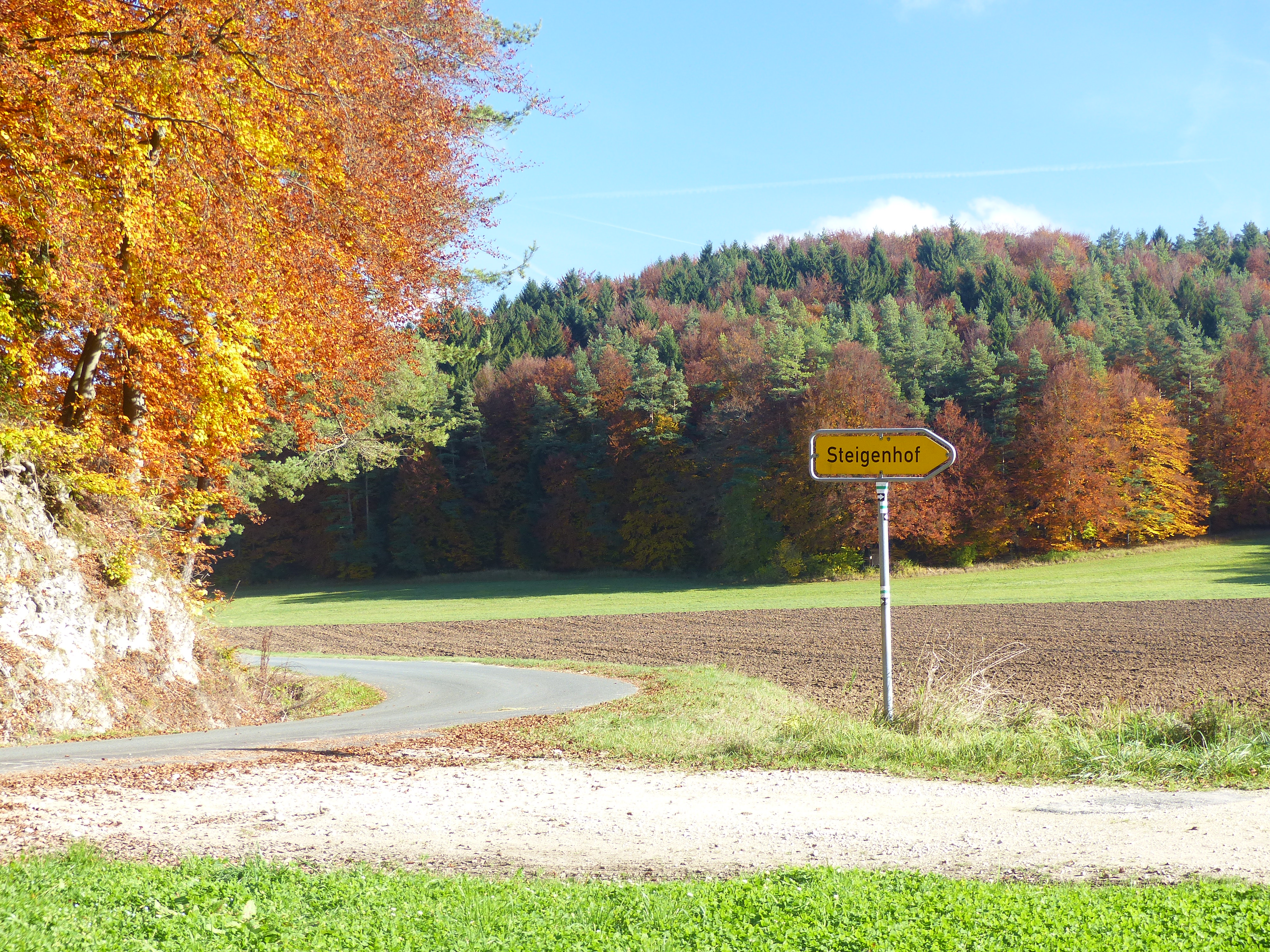
Wegweiser nach Steigenhof

Die Einöde Steigenhof, in den Topographischen Karten seit 1946 als Steigenbauer bezeichnet, gehört zu der in Mittelfranken gelegenen Stadt Velden und liegt auf einer Höhe von etwa 524 m ü. NHN. Die Ortschaft bildet keinen separaten Gemeindeteil der Stadt, sondern wird dem benachbarten Weiler Henneberg zugerechnet, von dem sie einen knappen Kilometer entfernt in westnordwestlicher Richtung liegt. 

## Geschichte
Der Name Steigenbauer findet sich seit dem Jahr 1946 in amtlichen Kartenwerken.
Zusammen mit Henneberg wurde Steigenhof 1972 aus der aufgelösten Gemeinde Treuf nach Velden umgemeindet.

## Infrastruktur
An das öffentliche Straßenverkehrsnetz ist Steigenhof lediglich über zwei nicht asphaltierte Straßen angebunden. Der südliche dieser beiden Wege beginnt in der Ortsmitte von Henneberg, der nördliche hat seinen Ausgangspunkt an der Verbindungsstraße von Riegelstein nach Eichenstruth. Südlich des Steigenhofes befinden sich große Streuobstwiesen.
Über den Steigenbauer verläuft der mit einem grünen Kreis markierte Rundwanderweg Durchs Eibenthal nach Eichenstruth.